# Лукан Варадинов
Лукан Гълъбов Варадинов е български офицер, генерал-майор.

## Биография
Роден е на 11 октомври 1923 г. в софийското село Дръмша. През 1940 г. става член на РМС, а от 1944 г. и на БКП. От 1 октомври 1944 влиза в системата на МВР и достига до чин генерал-майор. През 1947 г. става част от Управлението за безопасност и охрана. Началник на охраната на Георги Димитров и Вълко Червенков.
Написва две книги със спомени „До следващото утро. Спомени за Георги Димитров“, София, 1982 и „Те обявиха война на целия народ...Спомени“, София, 1986 Бил е първи заместник-началник на Софийското градско управление на БКП. Награден е с орден „Георги Димитров“ с мотив борбата против капитализма и фашизма и поради излизането му в запас (Указ№ 1584 от 1989).